# Mark Slaughter
Mark Slaughter (ur. 4 lipca 1964 w Las Vegas) – muzyk amerykański, lider, gitarzysta i wokalista zespołu Slaughter.
Śpiewu uczył się już w szkole. Potrafi grać na keyboardzie i gitarze. Przed zespołem Slaughter grał w Xcursion, Roz Parade i w Vinnie Vincent Invasion.
Mieszka w Nashville (Tennessee) razem z żoną i dwoma synami, Brandonem i Elijahem.

## Wybrana dyskografia
- Numbers from the Beast: An All Star Salute to Iron Maiden (2005)[1]